# خط طول 155° شرق
خط طول 155° شرق هو أحد خطوط الطول الجغرافية، والتي تمتد من القطب الشمالي الجغرافي إلى القطب الجنوبي الجغرافي، وحسب التحويل الزمني يتقدم خط طول 155° شرق عن خط غرينتش بـ10 ساعة و20 دقيقة.

## من القطب إلى القطب
ينطلق خط طول 155° شرق من القطب الشمالي نحو القطب الجنوبي مرورا بالمناطق التي ترد في الجدول التالي:
| الإحداثيات                           | البلد أو الإقليم أو البحر | ملاحظات |
| ------------------------------------ | ------------------------- | --- |
| 90°0′N 155°0′E / 90.000°N 155.000°E  | المحيط المتجمد الشمالي    | |
| 77°2′N 155°0′E / 77.033°N 155.000°E  | بحر سيبيريا الشرقي        | |
| 71°1′N 155°0′E / 71.017°N 155.000°E  | روسيا                     | ياقوتيا ماغادان أوبلاست — من 66°7′N 155°0′E / 66.117°N 155.000°E |
| 60°22′N 155°0′E / 60.367°N 155.000°E | بحر أوخوتسك               | خليج شيليخوف [لغات أخرى]‏ |
| 59°26′N 155°0′E / 59.433°N 155.000°E | روسيا                     | ماغادان أوبلاست |
| 59°10′N 155°0′E / 59.167°N 155.000°E | بحر أوخوتسك               | |
| 50°12′N 155°0′E / 50.200°N 155.000°E | روسيا                     | ساخالين أوبلاست — Antsiferov Island، جزر الكوريل |
| 50°11′N 155°0′E / 50.183°N 155.000°E | المحيط الهادئ             | مرورا بشرق the جزيرة اونكوتان، ساخالين أوبلاست, روسيا (في 49°37′N 154°54′E / 49.617°N 154.900°E) · مرورا بغرب the atoll of Oroluk, ولايات ميكرونيسيا المتحدة (في 7°33′N 154°54′E / 7.550°N 154.900°E) · مرورا بشرق the atoll of نوكوورو, ولايات ميكرونيسيا المتحدة (في 3°50′N 154°58′E / 3.833°N 154.967°E) · مرورا بشرق the atoll of كابينجامارانجي, ولايات ميكرونيسيا المتحدة (في 1°4′N 154°49′E / 1.067°N 154.817°E) · مرورا بشرق the جزر Nuguria, بابوا غينيا الجديدة (في 3°26′S 154°45′E / 3.433°S 154.750°E) |
| 5°32′S 155°0′E / 5.533°S 155.000°E   | بابوا غينيا الجديدة       | جزيرة بوغاينفيل |
| 6°13′S 155°0′E / 6.217°S 155.000°E   | بحر سليمان                | |
| 11°45′S 155°0′E / 11.750°S 155.000°E | بحر المرجان               | مرورا عبر the جزر بحر المرجان, أستراليا |
| 29°59′S 155°0′E / 29.983°S 155.000°E | المحيط الهادئ             | |
| 60°0′S 155°0′E / 60.000°S 155.000°E  | المحيط الجنوبي            | |
| 68°46′S 155°0′E / 68.767°S 155.000°E | القارة القطبية الجنوبية   | الإقليم الأسترالي في القارة القطبية الجنوبية، المطالب الإقليمية بالقارة القطبية الجنوبية by أستراليا |